# Pallavolo ai X Giochi panamericani - Torneo femminile
Il IX campionato di pallavolo femminile ai Giochi panamericani si è svolto dal 12 al 20 agosto 1987 a Indianapolis, negli Stati Uniti, durante i X Giochi panamericani. Al torneo hanno partecipato 5 squadre nazionali nordamericane e sudamericane e la vittoria finale è andata par la quinta volta consecutiva a Cuba.

## Squadre partecipanti
| - Brasile - Canada - Cuba - Perù - Stati Uniti |

## Fase finale

### Finali 1º e 3º posto
|  | 1º posto - 4º posto | 1º posto - 4º posto | 1º posto - 4º posto |      |      | 1º/2º posto | 1º/2º posto | 1º/2º posto |  |
|  |                     |                     |                     |      |      |             |             |             |  |
|  | Perù                | Perù                | 3                   |      |      |             |             |             |  |
|  | Perù                | Perù                | 3                   |      |      |             |             |             |  |
|  | Brasile             | Brasile             | 0                   |      |      |             |             |             |  |
|  | Brasile             | Brasile             | 0                   |      | Cuba | Cuba        | 3           |             |  |
|  |                     |                     |                     |      | Cuba | Cuba        | 3           |             |  |
|  |                     |                     | Perù                | Perù | 0    |             |             |             |  |
|  | Cuba                | Cuba                | Perù                | Perù | 0    | 3           |             |             |  |
|  | Cuba                | Cuba                |                     |      |      | 3           |             |             |  |
|  | Stati Uniti         | Stati Uniti         | 0                   |      |      | 3º/4º posto | 3º/4º posto | 3º/4º posto |  |
|  | Stati Uniti         | Stati Uniti         | 0                   |      |      |             |             |             |  |
|  |                     |                     |                     |      |      |             |             |             |  |
|  |                     |                     |                     |      |      | Stati Uniti | Stati Uniti | 3           |  |
|  |                     |                     |                     |      |      | Stati Uniti | Stati Uniti | 3           |  |
|  |                     |                     |                     |      |      | Brasile     | Brasile     | 1           |  |

## Classifica finale
| Classifica | Squadre     |
| ---------- | ----------- |
|            | Cuba        |
|            | Perù        |
|            | Stati Uniti |
| 4          | Brasile     |
| 5          | Canada      |